# Renato Pasini
Renato Pasini (* 31. Juli 1977 in Gazzaniga) ist ein ehemaliger italienischer Skilangläufer.

## Werdegang
Renato Pasini lebt in Gromo und startete für den C. S. Forestale. Sein internationales Debüt gab er bei den Junioren-Weltmeisterschaften 1996 in Asiago. Bestes Ergebnis war ein 14. Platz über 30 Kilometer. In den folgenden Jahren startete er im Continental-Cup. Sein erstes Weltcuprennen, ein 10-Kilometer-Rennen bestritt er im März 2000 in Bormio und belegte den 77. Platz. In der Folgezeit entwickelte sich Pasini zu einem Spezialisten für Sprintrennen und belegte mehrfach Plätze nahe den besten Zehn. Es dauerte allerdings noch bis Februar 2003, bis er zusammen mit Freddy Schwienbacher beim Team-Sprint-Weltcup von Asiago als Drittplatzierter erstmals in die Weltklasse vorstieß. Dauerhaft konnte er sich doch auch danach noch nicht in der Weltspitze festsetzen und pendelte zwischen Welt- und Continental-Cup sowie FIS-Rennen. Bei den Olympischen Spielen 2006 von Turin startete Pasini im Sprint und belegte den 18. Platz. Besonders erfolgreich wurde für den Italiener die Saison 2006/07. Zunächst gewann er in Rybinsk seinen ersten Weltcupsprint, wenig später bei den Nordischen Skiweltmeisterschaften 2007 in Sapporo wurde er an der Seite von Cristian Zorzi Weltmeister im Teamsprint, nachdem er zuvor noch im Einzelsprint disqualifiziert wurde. Die Saison beendete er auf den 38. Platz im Gesamtweltcup und den 14. Rang im Sprintweltcup. Bei der Tour de Ski 2007/08 kam er auf den 53. Platz. Zu Beginn der Saison 2008/09 belegte er in Davos den dritten Rang im Sprint. Im weiteren Saisonverlauf erreichte er in Vancouver zusammen mit Fabio Pasini den zweiten Rang im Teamsprint und holte in Rybinsk im Sprint seinen zweiten Weltcupsieg. Bei den Nordischen Skiweltmeisterschaften 2009 in Liberec belegte er den 14. Platz im Sprint und den 13. Rang im Teamsprint. Zum Saisonende errang er beim Weltcupfinale in Falun den 75. Platz und erreichte den 20. Platz im Gesamtweltcup und den zweiten Rang hinter Ola Vigen Hattestad im Sprintweltcup. In der folgenden Saison kam er bei sieben Weltcupteilnahmen im Sprint, sechsmal in die Punkteränge und einmal unter den ersten Zehn. Bei den Olympischen Spielen 2010 in Vancouver errang er den 20. Platz im Sprint und den achten Platz im Teamsprint. In der folgenden Saison erreichte er bei sechs Sprintteilnahmen im Weltcup fünfmal die Punkteränge und  zweimal die Top Zehn. Im Februar 2011 belegte er bei den Nordischen Skiweltmeisterschaften 2011 in Oslo den 30. Platz im Sprint und den neunten Rang im Teamsprint. In den beiden folgenden Jahren erreichte er im Weltcup meist Platzierungen außerhalb der Punkte und beendete nach der Saison 2012/13 seine Karriere.

## Erfolge

### Weltcupsiege im Einzel
| Nr. | Datum           | Ort     | Disziplin       |
| --- | --------------- | ------- | --------------- |
| 1.  | 21. Januar 2007 | Rybinsk | Sprint Freistil |
| 2.  | 31. Januar 2009 | Rybinsk | Sprint Freistil |

### Siege bei Continental-Cup-Rennen
| Nr. | Datum             | Ort     | Disziplin       | Serie           |
| --- | ----------------- | ------- | --------------- | --------------- |
| 1.  | 21. Dezember 2003 | Toblach | Sprint Freistil | Continental Cup |

## Teilnahmen an Weltmeisterschaften und Olympischen Winterspielen

### Olympische Spiele
- 2006 Turin: 18. Platz Sprint Freistil
- 2010 Vancouver: 8. Platz Teamsprint Freistil, 20. Platz Sprint klassisch

### Nordische Skiweltmeisterschaften
- 2003 Val di Fiemme: 22. Platz Sprint Freistil
- 2005 Oberstdorf:  30. Platz Sprint klassisch
- 2007 Sapporo: 1. Platz Teamsprint Freistil
- 2009 Liberec: 13. Platz Teamsprint klassisch, 14. Platz Sprint Freistil
- 2011 Oslo: 9. Platz Teamsprint klassisch, 30. Platz Sprint Freistil

## Platzierungen im Weltcup

### Weltcup-Statistik
Die Tabelle zeigt die erreichten Platzierungen im Einzelnen.
- 1.–3. Platz: Anzahl der Podiumsplatzierungen
- Top 10: Anzahl der Platzierungen unter den ersten zehn
- Punkteränge: Anzahl der Platzierungen innerhalb der Punkteränge
- Starts: Anzahl gelaufener Rennen in der jeweiligen Disziplin
- Hinweis: Bei den Distanzrennen erfolgt die Einordnung gemäß FIS.

| Platzierung         | Distanzrennen a | Distanzrennen a | Distanzrennen a | Distanzrennen a | Distanzrennen a | Skiathlon Verfolgung | Sprint | Etappen- rennen b | Gesamt | Team c | Team c  |
| Platzierung         | ≤ 5 km          | ≤ 10 km         | ≤ 15 km         | ≤ 30 km         | > 30 km         | Skiathlon Verfolgung | Sprint | Etappen- rennen b | Gesamt | Sprint | Staffel |
| ------------------- | --------------- | --------------- | --------------- | --------------- | --------------- | -------------------- | ------ | ----------------- | ------ | ------ | ------- |
| 1. Platz            |                 |                 |                 |                 |                 |                      | 2      |                   | 2      |        |         |
| 2. Platz            |                 |                 |                 |                 |                 |                      |        |                   |        | 1      |         |
| 3. Platz            |                 |                 |                 |                 |                 |                      | 1      |                   | 1      | 2      |         |
| Top 10              |                 |                 |                 |                 |                 |                      | 20     |                   | 20     | 14     | 1       |
| Punkteränge         |                 |                 |                 |                 |                 |                      | 62     |                   | 62     | 19     | 5       |
| Starts              | 5               | 4               | 5               | 2               |                 | 8                    | 87     | 3                 | 114    | 19     | 5       |
| Stand: Karriereende |                 |                 |                 |                 |                 |                      |        |                   |        |        |         |

### Weltcup-Gesamtplatzierungen
| Saison  | Gesamt | Gesamt | Sprint | Sprint |
| Saison  | Punkte | Platz  | Punkte | Platz  |
| ------- | ------ | ------ | ------ | ------ |
| 2000/01 | 54     | 63.    | 54     | 29.    |
| 2001/02 | 32     | 81.    | 32     | 39.    |
| 2002/03 | 34     | 69.    | 46     | 32.    |
| 2003/04 | 161    | 38.    | 161    | 13.    |
| 2004/05 | 114    | 41.    | 115    | 20.    |
| 2005/06 | 55     | 79.    | 55     | 31.    |
| 2006/07 | 136    | 38.    | 136    | 14.    |
| 2007/08 | 16     | 115.   | 16     | 78.    |
| 2008/09 | 359    | 20.    | 359    | 2.     |
| 2009/10 | 134    | 53.    | 134    | 19.    |
| 2010/11 | 190    | 40.    | 190    | 9.     |
| 2011/12 | 28     | 115.   | 28     | 63.    |